# Humbercamps
Humbercamps é uma comuna francesa na região administrativa de Altos da França, no departamento de Pas-de-Calais. Estende-se por uma área de 3,58 km². Em 2010 a comuna tinha 219 habitantes (densidade: 61,2 hab./km²).